# Pangasius bocourti
Pangasius bocourti es una especie de peces de la familia Pangasiidae en el orden de los Siluriformes.

## Morfología
Los machos pueden llegar alcanzar los 120 cm de longitud total.

## Alimentación
Es fitófago (se alimenta de  plantas). Se cría a menudo en arrozales y otros cultivos acuáticos con renovación constante de agua.

## Distribución geográfica
Se encuentran en Asia: cuencas de los ríos Mekong y Chao Phraya.

## Valor comercial
Se comercializa fresco y congelado. Se introdujo en el mercado norteamericano en 1994, desde el desbloqueo del mercado vietnamita y, pese a comienzos difíciles, está desplazando al popular pez gato americano. Su carne es muy blanca, suave y abundante, con poco olor y delicado sabor. A menudo se venden especies afines haciéndolas pasar por Pangasius bocourti.